# Plecotus kolombatovici
Plecotus kolombatovici é uma espécie de morcego da família Vespertilionidae. Endêmico da região Mediterrânea, sua distribuição está fragmentada em três partes: regiao sul dos Balcãs e Ásia Menor (Chipre, Turquia, Síria, Líbano e provavelmente em Israel, Palestina e Jordânia), noroeste da Líbia (Cyrenaica) e noroeste da África do Marrocos ao noroeste da Líbia, é encontrada também em Malta e Pantellaria.